# Csikvánd
Csikvánd is een dorp en gemeente (község) in het Hongaarse comitaat Győr-Moson-Sopron in Noord-Transdanubië. Tot 31 december 1991 behoorde Csikvánd tot het comitaat Veszprém.
Het aantal met inwoners is ongeveer 500 en er zijn ca. 220 woningen. De totale oppervlakte is 14,5 km²; de bevolkingsdichtheid is dus 37 personen/km².
Ágota Kristóf is geboren in Csíkvánd en woonde er tot haar achtste, waarna ze met haar ouders verhuisde naar Kőszeg. In 1956 ontvluchtte ze haar geboorteland. Ze was een in het Frans publicerende, in Zwitserland wonende en schrijfster. Ze won onder andere in 2011 de Hongaarse staatsprijs, de Kossuthprijs.